# Orthotrichia avicularis
Orthotrichia avicularis är en nattsländeart som beskrevs av Douglas E. Kimmins 1951. Orthotrichia avicularis ingår i släktet Orthotrichia och familjen smånattsländor. Inga underarter finns listade i Catalogue of Life.